# 日本科學未來館
日本科學未來館（日语：／，暱稱Miraikan、みらいCAN（みらいかん））是東京都江東區青海國際研究交流大學村內的科學館。

## 概要
2001年7月9日開館。首任館長是太空人毛利衛。第二任馆长是浅川智惠子。由獨立行政法人科學技術振興機構設立。
- 最新科學技術介紹
- 向社會一般民眾介紹科學技術者成果
- 向研究者回饋一般社會對科學技術的感想、見解等

## 展示項目
- Geo-Cosmos

是一个采用LED面板的地球显示屏。通过观察人造卫星拍摄的云图，身在地面上却能够感受瞬息万变的地球景象。
- 探索世界

我们为什么现在会生存在这里呢？ 这是探讨宇宙和太阳系，地球环境，以及从这里孕育出的生命等我们生活的世界大环境的展区。
- 你好！ 机器人

这是一个通过与机器人互动,以及介绍最新机器人技术研究,来想象未来与各类机器人共同生活的展览。
- 球幕影院

在球幕影院，可通过令人震撼的球幕立体影像，体验科学与宇宙。

## 其他設施
- 博物馆商店
- 餐厅 CAFETERIA BLUE
- 好奇心乐园

## 交通方式

### 鐵路
- 新交通百合鷗號東京國際郵輪碼頭站步行約5分、電訊中心站步行約4分。
- 東京臨海高速鐵道臨海線東京電訊港站步行約15分。

## 鄰近設施
- 船之科學館
- 東京國際交流館
- 富士電視台（富士產經集團大樓）
- DiverCity Tokyo Plaza（日语：ダイバーシティ東京）
- AQUA CiTY台場
- Mediage（日语：メディアージュ）

## 外部連結
- 日本科學未來館 （页面存档备份，存于）
- 獨立行政法人 科學技術振興機構 （页面存档备份，存于）